# Rhodes Department Stores
Rhodes was een warenhuisketen opgericht in Seattle, Washington. De keten werd opgericht in 1907 en werd in 1967 overgenomen door The Pay 'n Save Corporation, waarna de filialen in 1970 werden omgedoopt tot Lamonts.

## Geschiedenis
Het warenhuis Rhodes werd in 1907 in Seattle opgericht door Albert J. Rhodes in het Arcade Building aan Second Avenue. Hij was een voormalig partner bij het Rhodes Brothers Department Store in Tacoma, maar de twee bedrijven waren nooit aan elkaar gelieerd. Hij kreeg de inspiratie om een pijporgel in zijn winkel te installeren na een bezoek aan het beroemde warenhuis Wanamaker in Philadelphia. Albert Rhodes stierf in 1921, voordat hij de kans kreeg om de winkel uit te breiden. Zijn vrouw, Harriet W. Rhodes, zette de winkel echter voort. In 1927 was de winkel te klein geworden. Architecten Harlan Thomas en Clyde Gral kregen de opdracht een nieuwe winkel van zeven verdiepingen te ontwerpen die een half blok zou beslaan. Het omvatte het Aeolian Pipe-orgel dat Albert had gepland. Met de welvaart na de Tweede Wereldoorlog breidde het bedrijf zich uit door filialen te openen in de University District van Seattle in University Village (1956), Crossroads Mall in Bellevue (juli 1964) en in Lake Forest Center Mall in Lake Forest Park (oktober 1964).
In oktober 1967 werd het financieel noodlijdende Rhodes overgenomen door The Pay 'n Save Corporation, gevolgd in 1968 door het solitaire warenhuis Bell's of Burien Department Store, opgericht in 1956 in Burien, Washington. Pay 'n Save besloot in juli 1968 de vlaggenschipwinkel van Rhodes in het centrum van Seattle te sluiten, omdat het bedrijf zich meer op de buitenwijken ging richten. De drie vestigingen in de buitenwijken van Rhodes en de Bell's-winkel in Burien bleven nog een aantal jaren operationeel. Om een sterk warenhuismerk te creëren als aanvulling op het merkenaanbod van Pay 'n Save, werden alle winkels in 1970 omgebouwd naar de merknaam Lamonts. De nieuwe keten werd vernoemd naar en door M. Lamont Bean, destijds het hoofd van Pay 'n Save Corp. 